# Patellapis malachurina
Patellapis malachurina är en biart som först beskrevs av Cockerell 1937.  Patellapis malachurina ingår i släktet Patellapis och familjen vägbin. Inga underarter finns listade i Catalogue of Life.